# Johann Samuel Schröter
Johann Samuel Schröter   (Guben, 2 de març de 1753 - Pimlico, 2 de novembre de 1788) fou un pianista i compositor alemany, actiu a Londres fins al 1772.
Schröter va néixer a Guben i era fill de Johann Friedrich Schroeter (1724-1811), oboista d'August II, l'elector de Sajonia i la seva esposa Marie Regine Hefter (morta el 1766); la família va ser creada com a músics, sent Corona Schröter la seva germana gran i Johann i Marie Henriette germans més petits també pertanyents a la faràndula musical. Després de 1763, Corona i Johann Samuel van estar a Leipzig i ensenyats pel professor Johann Adam Hiller. El 1771 i el 1772 van ser a Londres, on va romandre Johann Samuel Schröter. Inicialment organista de la capella reial alemanya, Schröter es va convertir en un protegit de Johann Christian Bach. Amb connexions a la cort, es va convertir en un famós pianista. El 1782, després de la mort de Bach, es va convertir en mestre musical de la reina. Va caure malalt el 1786 i va morir el 1788